# Neofeudalismo
El neofeudalismo, también llamado tecnofeudalismo, es una teoría que considera que las sociedades actuales de la era digital y la economía globalizada, están pasando de un capitalismo neoliberal a una forma de feudalismo tecnológico. Esta consideración ha sido realizada por distintos autores como Jorge Majfud en 2014, Cédric Durand, Yanis Varoufakis o Shoshana Zuboff. 

## Características y origen del término
El término proviene de las analogías que tendrá la nueva sociedad de la era digital con el sistema feudal histórico

### Clases sociales
En el feudalismo tradicional, la sociedad estaba claramente jerarquizada: señores feudales que poseían la tierra y los siervos o campesinos que trabajaban en ella, a cambio de protección y una parte de la producción. Este sistema creaba una dependencia directa de los siervos hacia los señores, quienes ejercían un control significativo sobre la vida económica, política y social de la época.
En el tecnofeudalismo las grandes corporaciones tecnológicas controlan los territorios digitales esenciales, como los datos y las plataformas en línea, que son fundamentales para la economía y la sociedad contemporáneas. Los usuarios de estas tecnologías dependen de estas plataformas (feudo digital de una empresa) para una variedad de actividades diarias, desde la comunicación y el consumo hasta el trabajo y el entretenimiento. Como consecuencia, los usuarios ofrecen sus propios datos a cambio del acceso a las plataformas. Estos datos, nuestros o de la gente que nos rodea, pueden ser datos personales, hábitos, consumo, localización, horario,...
En este sistema, las grandes corporaciones tecnológicas ostentan poder no solo a través de la acumulación de capital, sino también mediante el control de la información y los recursos digitales, dictando no solo las condiciones de uso de sus servicios, sino también recopilando y utilizando datos personales, a menudo de forma opaca y sin el pleno consentimiento de los individuos. Esto les permite influir en gran medida en la economía y en la toma de decisiones políticas.

### Movilidad social
En el feudalismo clásico no había movilidad social y económica. Las clases sociales (señores feudales y siervos) eran cerradas y cada habitante tenía o no privilegios de acuerdo a su condición social de nacimiento.
En el tecnofeudalismo hay una escasa movilidad social y económica. La concentración de poder y capital en unas pocas entidades limita la competencia y la innovación, creando barreras para el ingreso de nuevos actores y restringiendo las oportunidades para las pequeñas empresas y los emprendedores.

## Causas
El origen de esta tendencia es el crecimiento exponencial experimentado por las grandes tecnológicas, no solo en términos de poder económico, sino también en términos de control de la información y la tecnología.  Esto está provocando una gran capacidad de influencia en la economía global y también, a partir de su capacidad de influir en la opinión pública a través de sus plataformas, en la política y la sociedad. Por ejemplo, Amazon controla una porción significativa del comercio electrónico, mientras que Alphabet y Meta dominan la publicidad en línea. Su dominio se extiende más allá de sus respectivos mercados, impactando en la innovación, el empleo y la acumulación de capital.
Las tecnologías más importantes que dominarán las grandes tecnológicas serán los avances en Inteligencia artificial relativas al aprendizaje automático. Este dominio estará motivado por los siguientes factores:
- Disponen de capacidad financiera suficiente para innovar tecnológicamente e implementar la gigantesca capacidad de cómputo que se necesita.[5][3]
- Disponen de una gran cantidad de datos disponibles.[4]
- Disponen de millones de usuarios que pueden entrenar al sistema para hacerlo más efectivo, al tiempo que se ocupan de otras cosas.[4]

Esta tecnología provocará que estos gigantes tecnológicos se apoderen de los servicios de la Inteligencia Artificial, y el resto de la sociedad y la economía se verá obligado a introducirlo en sus actividades a través de estas empresas y de las condiciones que quieran imponer, que tenderán a maximizar sus beneficios. De esta forma pocas empresas privadas se convertirán en intermediarios que se acabarán infiltrando en todos los ámbitos de la vida y del gobierno.
Estos gigantes tecnológicos operan a menudo más allá del alcance de las regulaciones nacionales, lo que algunos autores identifican como una amenaza para la democracia y la soberanía de los estados.